# ريتشارد بين
ريتشارد بين (بالإنجليزية: Richard Bean)‏ هو كاتب مسرحي بريطاني، ولد في 28 نوفمبر 1956 في كينغستون أبون هال في المملكة المتحدة.

## وصلات خارجية
- ريتشارد بين على موقع IMDb (الإنجليزية)
- ريتشارد بين على موقع قاعدة بيانات برودواي على الإنترنت (الإنجليزية)
- ريتشارد بين على موقع قاعدة بيانات الفيلم (الإنجليزية)